# F for Fake
F for Fake (em francês: Vérités et mensonges) é um filme de arte teuto-franco-iraniano dirigido por Orson Welles. O filme, em maneira documental, revela em tom ensaístico, mesclando filosofia, religião, psicologia e códigos, as verdades e mentiras nos jogos da arte, questionando constantemente as convenções estabelecidas através da dicotomia cópia/original, realidade/farsa.
O filme concentra-se na carreira de Elmyr de Hory, um pintor e falsificador profissional de origem húngara; a história de De Hory serve como pano de fundo para uma investigação rápida e sinuosa das naturezas da autoria e autenticidade, bem como a base do valor da arte. Vagamente um documentário, o filme opera em vários gêneros diferentes e foi descrito como um ensaio cinematográfico. Longe de servir como documentário tradicional sobre Elmyr de Hory, o filme também incorpora Orson Welles como ele mesmo, Oja Kodar (companheira de Welles) e o notório "biógrafo de boatos" Clifford Irving.